# Forggensee
Forggensee is een stuwmeer in de Duitse deelstaat Beieren. Het meer ligt nabij Füssen in de streek Königswinkel, district Ostallgäu. Het werd eind 1954 in gebruik genomen.

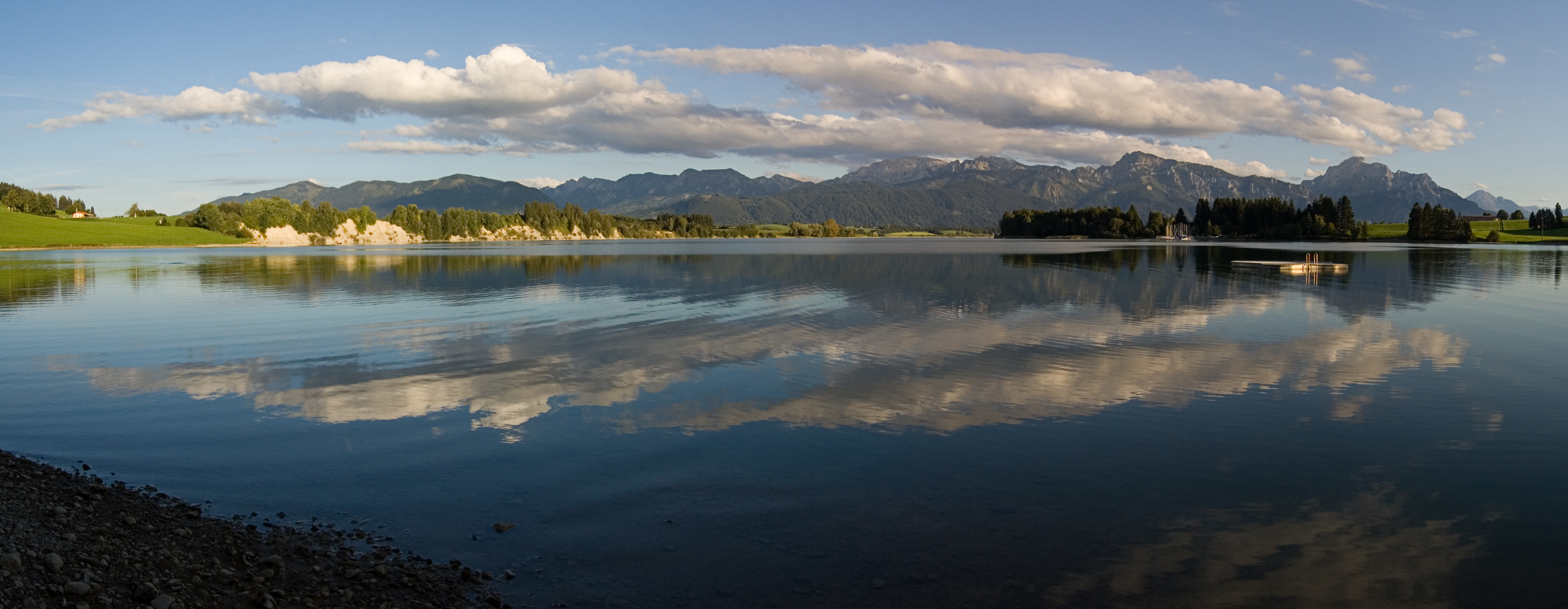
Panoramafoto van de Forggensee